# Medamaranahalli, Kanakapura
Medamaranahalli là một làng thuộc tehsil Kanakapura, huyện Ramanagara, bang Karnataka, Ấn Độ.